# ブラボー・スタジオ
株式会社ブラボー・スタジオ（英: BRAVO STUDIO CO.,LTD.）は、日本のアニメ制作会社。

## 概要・沿革
東京ムービー新社で制作を務めた福丸教幸が、「ウォルト・ディズニー・アニメーション・スタジオ・ジャパン」、「アンサー・スタジオ」のプロデューサーを経て、2012年6月に設立。
東京都小平市美園町1-32-1サンリット・ビル201に住所を構え、現在に至る。
スタッフはほぼアニメーターで構成されており、制作進行などは別会社やフリーのスタッフが担当している。
主にシンエイ動画やSynergySPのグロス請けを担当している。動仕はCJTが担当している。

## 作品履歴

### 制作協力
| 年     | タイトル                     | 制作元請          | 備考 |
| ------ | ---------------------------- | ----------------- | ---- |
| 2013年 | となりの関くん               | シンエイ動画      |      |
| 2015年 | クレヨンしんちゃん           | シンエイ動画      |      |
| 2015年 | 怪盗ジョーカー               | シンエイ動画      |      |
| 2017年 | ポチッと発明！ピカちんキット | OLMｘシンエイ動画 |      |
| 2017年 | からかい上手の高木さん       | シンエイ動画      |      |
| 2019年 | からかい上手の高木さん2      | シンエイ動画      |      |